# Freney
Freney is een gemeente in het Franse departement Savoie (regio Auvergne-Rhône-Alpes) en telt 85 inwoners (1999). De plaats maakt deel uit van het arrondissement Saint-Jean-de-Maurienne.

## Geografie
De oppervlakte van Freney bedraagt 11,3 km², de bevolkingsdichtheid is 7,5 inwoners per km².
De onderstaande kaart toont de ligging van Freney met de belangrijkste infrastructuur en aangrenzende gemeenten.

## Demografie
Onderstaande figuur toont het verloop van het inwonertal (bron: INSEE-tellingen).